# Terrorismo in Italia

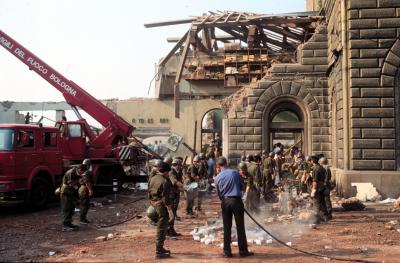
2 agosto 1980: i soccorsi si avviano verso la stazione di Bologna dopo l'esplosione della bomba

Via D'Amelio subito dopo la strage del 19 luglio 1992

L'agguato di via Fani il 16 marzo 1978.

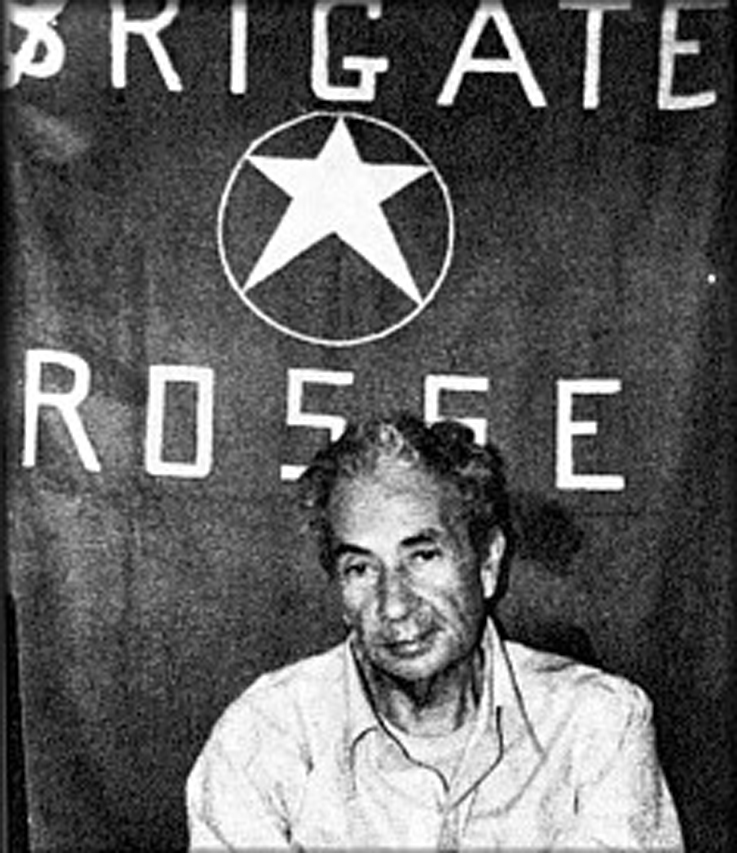
Aldo Moro rapito dalle Brigate Rosse.

Il terrorismo in Italia si è manifestato soprattutto in forme di terrorismo politico ed eversivo condotte da vari gruppi e organizzazioni con metodi, motivazioni e interessi diversi e talvolta contrapposti.
Oltre al terrorismo politico, implicato nel contesto della guerra fredda insieme alla strategia della tensione, ci fu anche un terrorismo legato alla criminalità organizzata di matrice mafiosa, camorristica o di altra matrice, a opera di organizzazioni come Cosa nostra, Camorra, 'Ndrangheta e Sacra Corona Unita.

## Sinossi storica
Caratterizzò una fase della storia dell'Italia repubblicana dalla fine degli anni sessanta agli anni ottanta; questa fase, inizialmente conosciuta come quella degli opposti estremismi, successivamente divenne nota come anni di piombo, da un film omonimo del 1981. Ci sono due teorie interpretative del fenomeno: la teoria degli opposti estremismi e la teoria della strategia della tensione.
Alla fine degli anni novanta si è avuta una nuova recrudescenza del terrorismo politico che, nelle sue azioni eclatanti ma sporadiche, ha operato fino ai primi anni del 2000.

## Terrorismo politico

### Anni sessanta e settanta
La lunga durata del terrorismo italiano ha attirato l'attenzione di molti studiosi che hanno cercato di analizzarlo e di interpretarne le cause. L'Italia sembra essere il solo grande Paese europeo dove il terrorismo politico abbia avuto una così lunga cittadinanza, con l'eccezione dell'Irlanda del Nord e dei Paesi Baschi, in cui però la problematica ha risentito di cause etniche e religiose. Il politologo Ernesto Galli della Loggia ha esaminato il problema dell'anomalia italiana arrivando alla conclusione che esista un fondo di violenza proprio della società italiana; l'interpretazione ha suscitato consensi e dissensi.
Altra anomalia italiana, legata all'ipotizzata "strategia della tensione", è inoltre il diffuso sospetto che negli anni settanta una parte della recente storia patria sia stata influenzata da iniziative di elementi dei servizi segreti e di gruppi politici extraparlamentari, interessati alla destabilizzazione del sistema politico italiano e a condizionarne la democrazia. Il periodo è conosciuto con il termine Anni di piombo, con riferimento all'omonimo film del 1981 di Margarethe von Trotta il cui titolo richiama il piombo delle pallottole.
Il terrorismo di diversa matrice fallì nei propri obiettivi e sconfitti furono i gruppi di estrema sinistra di matrice in genere marxista-leninista che videro sfumare la possibilità di sovvertire l'ordinamento statale attraverso la lotta armata.
Sconfitti furono anche i gruppi di estrema destra che a loro volta intendevano cambiare «la formula politica che per un venticinquennio ci ha governato» terrorizzando l'opinione pubblica al fine di dimostrare l'incapacità della democrazia a governare l'ordine pubblico, e l'esigenza di instaurare un regime autoritario. Certi soggetti  ritengono   però che l'emanazione da parte dello Stato di leggi repressive, le cosiddette leggi speciali, fosse una parziale vittoria dell'estrema destra: Amos Spiazzi dichiarò, ad esempio, che in realtà il Golpe Borghese sarebbe stato fittizio, pensato per essere immediatamente represso dalle forze dell'ordine e per fornire una scusa al governo democristiano per emanare leggi repressive.
L'analisi e la discussione su questo complesso periodo storico sono ancora aperte: mentre per alcuni si è trattato di anni di "terrorismo di sinistra", per altri si deve parlare di "stragismo di destra" e per altri ancora di "stragismo di Stato". Altre posizioni ritengono che al riguardo «esista solo una verità giudiziaria parziale, confusa e spesso contraddittoria».

### Anni ottanta
La fine degli "anni di piombo" viene comunemente fatta coincidere con la liberazione del generale statunitense James Lee Dozier, avvenuta a Padova il 28 gennaio 1982 con un'azione incruenta dei NOCS. In realtà, c'è ancora da segnalare l'omicidio del senatore democristiano Roberto Ruffilli, commesso proprio nel 1988, decennale del rapimento di Aldo Moro, del quale Ruffilli è, secondo le BR, il continuatore politico.
Nel corso del decennio comunque gli episodi di violenza andarono scemando, anche a causa del crollo del sostegno alle Brigate Rosse a seguito dell'assassinio dell'operaio comunista Guido Rossa nel 1979.
L'opinione che la lotta armata potesse mutare l'assetto costituzionale andava sempre più indebolendosi e, secondo alcuni studiosi, cresceva parallelamente la reazione capitalistica che elevava produttività e competizione economica a valori e ne faceva gli unici criteri di progresso.
Il terrorismo politico successivo, soprattutto di matrice rossa, limitò quindi i suoi obiettivi, cercando di influire nei processi politici e sociali e mantenere una certa pressione sulle libertà decisionali democratiche. Questo terzo ciclo del terrorismo politico, pur estremamente discontinuo e disomogeneo, arriva a mietere vittime fino all'inizio del XXI secolo.

### Anni novanta e 2000
A diversi anni di distanza dagli avvenimenti degli omicidi a sfondo politico, sul finire degli anni novanta ha iniziato a riaffacciarsi sullo sfondo extraparlamentare il cosiddetto terrorismo risorgente di matrice comunista che portò alla ricostruzione di organi eversivi scioltisi con la fine degli anni di piombo, come le Nuove BR.
In questa ottica avvengono gli omicidi dei consulenti per il Ministero del lavoro Massimo D'Antona, il 20 maggio 1999 e Marco Biagi, il 19 marzo 2002, rivendicati da parte dei nuclei ricostituiti delle Brigate Rosse nel tentativo di influenzare lo scenario sociopolitico come accaduto durante gli anni di piombo.
L'ultima vittima, Emanuele Petri, agente della Polfer, ucciso il 2 marzo 2003 nel corso di uno scontro a fuoco a bordo di un treno nel quale viaggiavano i capi della nuova organizzazione eversiva: Nadia Desdemona Lioce e Mario Galesi. Nel 2003 il gruppo viene ufficialmente sciolto dopo l'arresto della Lioce e la morte di Galesi e i conseguenti arresti degli altri membri. Nel 2005 la sentenza definitiva condanna all'ergastolo la Lioce.

### Episodi più rilevanti

La strage di piazza della Loggia a Brescia

- Bombe del 25 aprile 1969: il 25 aprile 1969 una bomba esplode al padiglione FIAT della Fiera di Milano (sei feriti e nessuna vittima) e una seconda bomba inesplosa viene ritrovata all'Ufficio Cambi della Stazione Centrale. Alcuni considerano questo episodio l'inizio della cosiddetta "strategia della tensione".
- Strage di Piazza Fontana: il 12 dicembre 1969 una bomba esplode a Milano, provocando diciassette vittime e ottantotto feriti; nello stesso giorno viene trovata una seconda bomba inesplosa in Piazza della Scala ed altre tre bombe esplodono in punti diversi di Roma, provocando alcuni feriti.
- Strage di Gioia Tauro: il 22 luglio 1970 un treno deraglia sui binari sabotati precedentemente da una bomba, uccidendo sei persone.
- Strage di Peteano: il 31 maggio 1972 a Peteano di Sagrado (provincia di Gorizia) un'autobomba preparata da militanti di Ordine Nuovo uccide tre carabinieri.
- Strage della Questura di Milano: il 17 maggio 1973 un attentato messo in atto dall'anarchico Gianfranco Bertoli provoca 4 morti e 52 feriti.
- Strage di Piazza della Loggia: il 28 maggio 1974 una bomba esplode a Brescia uccidendo 8 persone e ferendone 102. Il procedimento penale è stato riaperto a carico di Toffaloni, minorenne all'epoca dei fatti, accusato di essere uno degli esecutori materiali dell'attentato è stato condannato a 30 anni di reclusione (aprile 2025).
- Attacco alla sede MSI di Padova: il 17 giugno 1974 le Brigate Rosse uccidono due militanti missini.
- Strage dell'Italicus: il 4 agosto 1974 una bomba ad alto potenziale esplode sul treno Italicus provocando 12 morti e 48 feriti.
- Strage di via Fani: il 16 marzo 1978 Aldo Moro viene rapito dalle Brigate Rosse e 5 uomini della scorta vengono uccisi.
- Omicidio di Aldo Moro: il 9 maggio 1978 le Brigate Rosse uccidono Aldo Moro.
- Omicidio di Guido Rossa: il 24 gennaio 1979, le Brigate Rosse uccidono il sindacalista Guido Rossa a Genova.
- Strage di Bologna: il 2 agosto 1980 un ordigno esplode nella stazione di Bologna Centrale uccidendo 85 persone e ferendone oltre 200.
- Strage del Rapido 904: il 23 dicembre 1984 una bomba esplode sul treno rapido 904 uccidendo 16 persone e ferendone 267; in questo caso ci fu una complicità tra eversione nera e mafia.

## Terrorismo indipendentista e separatista

### Terrorismo separatista in Alto Adige

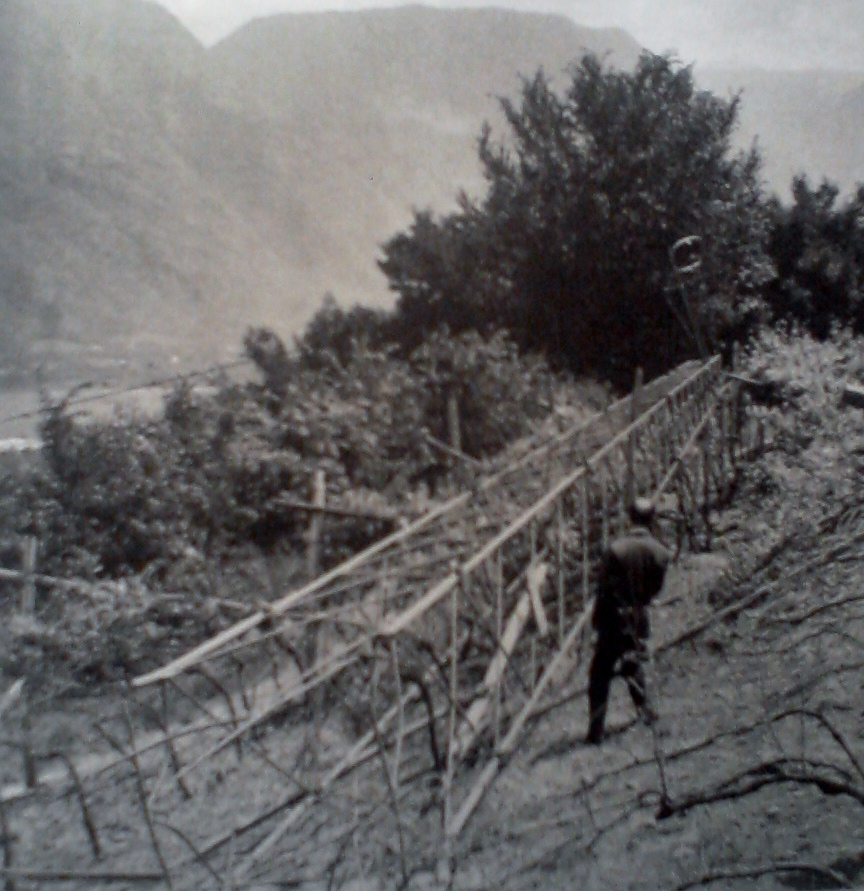
Uno dei 37 tralicci che furono fatti saltare nel giugno 1961

La stagione del terrorismo in Alto Adige di stampo irredentista iniziò nella seconda metà degli anni '50. Scopo dei terroristi era la rivendicazione dell'indipendenza dall'Italia o l'annessione all'Austria. I primi attentati sono riconducibili al Gruppo Stieler, ma la più importante organizzazione clandestina fu il Comitato per la liberazione del Sudtirolo (Befreiungsausschuss Südtirol). La sua prima grande azione fu la Notte dei fuochi (Feuernacht) nel 1961, quando i terroristi fecero esplodere diversi tralicci dell'alta tensione mediante l'uso di 350 ordigni, anche per richiamare l'attenzione internazionale sulla questione altoatesina. Negli anni il movimento si radicalizzò e prese di mira le forze dell'ordine italiane. L'azione più cruenta fu la strage di Cima Vallona nel 1967. Tra i più noti esponenti del terrorismo altoatesino vi sono il fondatore del Befreiungsausschuss Sepp Kerschbaumer e Georg Klotz, detto il martellatore della Val Passiria, la cui figlia Eva Klotz viene considerata l'attuale leader dell'indipendentismo sudtirolese.
Mentre gli anni '70 furono segnati da una relativa calma, negli anni '80 il terrorismo altoatesino ricomparve sulla scena nella forma di un'organizzazione terroristica di stampo neonazista, Ein Tirol ("Un Tirolo"), che compì vari attentati dinamitardi.
Il bilancio del terrorismo in Alto Adige dal 20 settembre del 1956 al 30 ottobre del 1988: 361 attentati con esplosivi, raffiche di mitra, mine; 21 morti, di cui 15 membri delle forze dell'ordine, due cittadini comuni e quattro terroristi, dilaniati dagli ordigni che stavano predisponendo; 57 feriti, 24 fra le forze dell'ordine, 33 privati cittadini.

### Terrorismo politico in Sardegna
La stagione dell'eversione politica, attiva in Italia già dai primi anni del dopoguerra, si espanse in Sardegna a metà degli anni '60 e si concluse negli anni '80, fine degli anni di piombo anche nella penisola.
I contatti tra i banditi locali dell'anonima sarda e i militanti di organizzazioni eversive di estrema sinistra e attive nel terrorismo rosso, quali Brigate Rosse e Nuclei Armati Proletari, furono in parte aiutate dalla detenzione di militanti estremisti di sinistra nei carceri di massima sicurezza dell'isola, in maniera similare ai soggiorni obbligati dei mafiosi meridionali nel Settentrione, che influenzarono la nascita della Mala del Brenta.
I movimenti terroristici e paramilitari più famosi, nati nell'isola, furono Barbagia Rossa, Movimento Armato Sardo e Comitato di Solidarietà con il Proletariato Prigioniero Sardo Deportato, nella maggior parte di ideologia comunista e indipendentista, nell'arco di un decennio rivendicarono diversi attentati, omicidi e sequestri di persona.
Tra i principali sostenitori della causa indipendentista ed eversiva vi fu l'editore Giangiacomo Feltrinelli, che più volte tentò di prendere contatti con diverse organizzazioni con l'intento di rendere indipendente la Sardegna (con l'aiuto degli indipendentisti) e formare un governo comunista (con l'aiuto degli eversivi di sinistra) sul modello approcciato da Fidel Castro a Cuba.
Prendendo in considerazione l'elezione di Graziano Mesina, il più noto bandito della criminalità sarda, come capo delle truppe ribelli, idea che effettivamente fu opzionata sia dagli eversivi di sinistra come dimostrano i vari contatti avutisi che dai servizi segreti deviati.
Storia recente è il fallito attentato dinamitardo, a Porto Rotondo, nei confronti del presidente del Consiglio italiano Silvio Berlusconi, durante la visita del premier inglese Tony Blair in Sardegna, avvenuto nell'agosto 2004, rivendicato da un movimento indipendentista, denominato Organizzazione Indipendentista Rivoluzionaria (Oir) e dai Nuclei proletari per il comunismo (Npc).

## Terrorismo anarchico
Verso la fine degli anni novanta e per tutti gli anni 2000 si assisterà anche ad una continuata attività eversiva relativa all'area dell'anarco-insurrezionalismo. Le azioni terroristiche di matrice anarchica in questi anni sono state caratterizzate dall'utilizzo di esplosivi. La sigla più presente nelle rivendicazioni di tali attentati è stata la FAI - Federazione Anarchica Informale.
Una organizzazione anarchica nota come "Solidarietà Internazionale" fu protagonista di una serie di eventi dal 1998 al 2000 nella città di Milano. Nell'estate 1998 seguirono alla morte degli anarchici Maria Soledad Rosas e Edoardo Massari (conosciuti come "Sole e Baleno", furono vittime di quella che si rivelò in seguito una montatura giudiziaria che li voleva responsabili di atti di ecoterrorismo, entrambi morirono suicidi in strutture di detenzione) una serie di lettere-bomba inviate a diversi politici, magistrati, giornalisti e carabinieri. Nell'ottobre 1998 un attentato alla stazione dei carabinieri. Nell'estate 1999 due bombe rivendicate dal gruppo vengono trovate e per un caso fortuito non esplodono. Il 28 giugno 2000 due bottiglie incendiarie lanciate dai membri del gruppo durante la cerimonia per la polizia penitenziaria nella basilica di Sant'Ambrogio non esplodono. Nel settembre 2001 le indagini di diverse 14 procure interregionali portarono a una maxi-retata nazionale con l'indagine su 60 persone legate all'organizzazione e accusate di «associazione a delinquere con finalità di terrorismo e di eversione dell'ordine democratico». Le motivazioni del gruppo erano la lotta a favore dei detenuti anarchici in Spagna sottoposti a regime di carcere duro, e aveva diversi contatti con associazioni sovversive in Grecia e Inghilterra.
Il 18 dicembre 2000 un lavoratore notò la presenza di una borsa tra la terza e la quarta guglia del tetto del Duomo di Milano, disinnescata dopo l'intervento degli artificieri, l'ordigno era programmato per esplodere alle 3 della notte seguente e carico di oltre un kg di esplosivo.
La notte del 16 dicembre 2009 esplode parzialmente un ordigno rudimentale carico di 2 kg di dinamite negli interni dell'università Bocconi di Milano. La bomba, piazzata per chiedere la chiusura dei Centri di identificazione ed espulsione, è stata rivendicata dalla FAI in un volantino firmato "Nucleo Maurizio Morales" recapitato alla redazione del quotidiano Libero. A tal proposito si inserisce un comunicato della Federazione Anarchica Italiana, che denuncia l'uso infamante del medesimo acronimo.

## Terrorismo palestinese
Di terrorismo palestinese in Italia si parlò nel corso degli anni di piombo, quando per la prima volta agì nel Paese un commando di dell'organizzazione Settembre Nero, che, il 4 agosto 1972, collocò delle cariche esplosive nei pressi dei serbatoi petroliferi al terminale dell'Oleodotto Transalpino a San Dorligo della Valle (Trieste). Anche se non ci furono vittime, l'esplosione provocò alcuni feriti oltre a ingenti danni materiali ed ambientali.
Il 17 dicembre 1973, un attentato di matrice palestinese presso l'aeroporto di Fiumicino causò la morte di 34 persone e il ferimento di altre 15.
Nel 1982 un commando di cinque terroristi di origine palestinese, facenti parte del Consiglio rivoluzionario di al-Fath di Abu Nidal causò la morte di Stefano Gaj Taché (2 anni) e il ferimento di altre 37 persone, alla sinagoga di Roma.
Nel 1985, la terza azione di un commando palestinese, di nuovo all'aeroporto Fiumicino, costò la vita a 13 persone. Contemporaneamente avveniva all'aeroporto Schwechat di Vienna un attacco della stessa cellula e con le stesse modalità.

## Terrorismo religioso

### Terrorismo islamista
Il 7 luglio 1994 presso il porto di Djen-Djen in Algeria, per mano di terroristi del Gruppo Islamico Armato (GIA), persero la vita 7 persone, in quella che sarà ricordata come la strage di Djen-Djen.
Nel 1998, dopo che si era scelta la Francia come nazione ospite dei campionati mondiali di calcio, le unità antiterroristiche dei diversi paesi europei lanciarono diversi allarmi riguardo al rischio di azioni sovversive da parte di sopravvissuti e nostalgici del Gruppo Islamico Armato algerino. In Italia la DIGOS effettuò l'"Operazione Al Shabka", l'"Operazione Venti Tranquilli" e l'"Operazione Ritorno"; le quali portarono alla scoperta di reti logistiche islamiste in Lombardia, Emilia-Romagna e Veneto composte da tunisini, algerini e magrebini in parte reduci dal conflitto bosniaco, che sostenevano la latitanza di terroristi e il finanziamento di cellule terroristiche, argomenti identificati dal rapporto finale delle indagini come una «agenzia di servizi a disposizione del terrorismo islamico in Europa».
Si riprese a parlare di terrorismo islamista dopo gli attentati dell'11 settembre 2001. Dai rapporti elaborati da agenzie di sicurezza italiane ed estere, è emerso che l'Italia sia luogo di posizione per cellule islamiche più o meno in contatto tra loro in attesa di richiami o compiti. Nel 2001 l'ambasciata statunitense di Roma chiuse sotto il periodo di Capodanno per timore di attentati.
Nei primi mesi del 2002, per la prima volta dopo gli attentati dell'11 settembre, in Italia veniva emesso un comunicato dei servizi segreti statunitensi nel quale si confermava la nascita di gruppi terroristici a livello embrionale di matrice islamica. Lo stesso rapporto indicava le città di Firenze e Venezia come possibili obiettivi di attentatori suicidi, motivo per il quale nel periodo seguente la pubblicazione vennero intensificate le misure di sicurezza per prevenire possibili attacchi terroristici.
Poco tempo dopo l'avviso di cautela emesso dagli Stati Uniti d'America, la polizia aveva ritrovato, in un appartamento affittato ad alcuni marocchini, delle piantine e possibili tracce della pianificazione di un attacco all'ambasciata inglese di Roma. Una settimana dopo i fatti, da un controllo delle autorità dell'ordine contro l'immigrazione clandestina, venne sgominata una banda di immigrati magrebini impegnata nella progettazione di un attentato all'ambasciata americana di Roma e in Via Veneto. Per la realizzazione del piano i quattro avevano formulato un composto con alte dosi di cianuro, aiutandosi con lo studio di una pianta con alcuni acquedotti capitolini, forse con l'intenzione di avvelenarli.
Nella notte tra il 10 e 11 dicembre 2003 un cittadino giordano di origine palestinese, nato in Kuwait, Al Khatib Muhannad Shafiq Ahma, in grave fase depressiva, si suicidò facendo esplodere la propria auto alimentata a GPL di fronte alla sinagoga di Modena. L'esplosione non provocò vittime e danneggiò i vetri della sinagoga e delle case circostanti.
Nel dicembre 2008 vengono arrestati a Giussano, nella Brianza, i cittadini marocchini Rachid Ilhami e Albdelkader Ghafir, con l'accusa di pianificare attentati ad alto potenziale stragista nella città di residenza. I due avevano previsto tre attacchi con esplosivo in zone contigue a Giussano: supermercato Esselunga a Seregno, vasto parcheggio per auto nelle vicinanze del supermercato e caserma dei Carabinieri locale.
Il 3 settembre 2009 viene arrestato a Roma un cittadino algerino di 44 anni, ma in possesso di un passaporto irlandese, legato al Gruppo Islamico Armato e ricercato a livello mondiale per un mandato di cattura internazionale emesso nei suoi confronti per i suoi legami con il terrorismo.
Il 12 ottobre 2009 viene messo in atto, contro una caserma di Milano, da parte di un cittadino libico, quello che è stato considerato il primo attacco suicida ad alto potenziale stragista in Italia. La quantità di esplosivo usata dall'attentatore non risultò però così pesante da provocare ingenti danni, tanto che l'attentatore stesso ne uscì ferito insieme a un militare in procinto di fermarlo. In una relazione sull'accaduto del DIS al Parlamento, si accoglieva l'ipotesi di un atto isolato di una persona classificata come «terrorista solitario», smentendo nel frattempo i collegamenti tra l'azione e organizzazioni integraliste vere e proprie.
Il 17 ottobre 2023 a Milano vengono arrestati 2 uomini egiziani sospettati di essere membri dell'isis, pochi giorni dopo gli attentati di Bruxelles eseguiti da un individuo               giunto in Belgio dall'Italia
e dopo che un altro uomo anch'egli egiziano accoltellò delle persone nel capoluogo Lombardo, in risposta agli attacchi Israeliani su Gaza dovuti ad alcune azioni terroristiche di Hamas

## Il terrorismo delle organizzazioni mafiose

### Cosa nostra
Cosa nostra ha cercato di influire sugli avvenimenti politici e giudiziari ma negli anni '80, i Corleonesi ricorrono alla violenza di matrice terroristica, attraverso l'uso di esplosivi per seminare il terrore: infatti, il boss Giuseppe Calò organizzò insieme ad alcuni terroristi neri e camorristi la strage del Rapido 904 (23 dicembre 1984), che provocò 17 morti e 267 feriti, al fine di distogliere l'attenzione delle autorità dalle indagini del pool antimafia e dalle dichiarazioni dei collaboratori di giustizia Tommaso Buscetta e Salvatore Contorno.
Nel biennio 1992-93 tale strategia terroristica di Cosa Nostra si ripropose in seguito alle numerose condanne all'ergastolo scaturite dal Maxiprocesso e ai nuovi provvedimenti antimafia varati dallo Stato: in due gravi attentati dinamitardi furono uccisi i giudici Giovanni Falcone (23 maggio 1992) e Paolo Borsellino (19 luglio), a cui seguirono alcune autobombe a Roma, Firenze e Milano (maggio-luglio 1993) che provocarono numerose vittime e feriti nonché danni al patrimonio artistico italiano.

## Aspetti legali
Nell'ordinamento italiano il terrorismo è previsto come finalità aggravante ad esempio nell'art. 280 del codice penale, introdotto dalla legge Cossiga del 1980:
(Articolo 280, comma 1)

### Omissise segreti di Stato
Il 7 novembre 1977 è entrata in vigore la legge 801 che imponeva la segretezza su «atti, documenti, notizie, attività e ogni altra cosa la cui diffusione sia idonea a recar danno all'integrità dello Stato democratico».
Nell'aprile del 2008 un decreto governativo ha deciso che i documenti riservati non potranno restare segreti per più di 30 anni sancendo di fatto l'accessibilità a documenti occultati più di trent'anni fa. Il diritto di accesso a documenti coperti da segreto di Stato non si calcola però a partire dalla data in cui è avvenuto il fatto, ma a decorrere dall'opposizione del vincolo o dalla conferma della sua opposizione. Per quanto riguarda la strage dell'Italicus del 1974, ad esempio, la comunicazione al Parlamento dell'apposizione del segreto di Stato da parte del Governo è avvenuta il 2 settembre del 1982 e pertanto i 30 anni indicati sono scaduti nel 2012. La cessazione del vincolo del segreto di Stato "non comporta l'automatica decadenza del regime della classifica e della vietata divulgazione".

#### Utilizzo del segreto di Stato
- Durante le indagini sul golpe bianco, venne posto il segreto di Stato dal Governo anche se, secondo Edgardo Sogno, il segreto non riguardava il golpe ma un memorandum sui fatti d'Ungheria e alcuni documenti riguardanti Mario Scelba[35].
- Nel 1985 l'allora Presidente del Consiglio Bettino Craxi decise il segreto di Stato sulle vicende riguardanti Augusto Cauchi, terrorista nero fatto espatriare nel 1974 dal SID, durante l'istruttoria sulla strage dell'Italicus[36].
- Sempre nel 1985 Craxi pose inoltre il segreto sulle indagini riguardo al comportamento del SISMI che, recuperato in Uruguay l'archivio di Licio Gelli, decise di restituire alle autorità sudamericane due fascicoli riguardanti due politici italiani[36].
- Nel 1988 il Segreto di Stato viene opposto al giudice Carlo Mastelloni che indagava sulla caduta dell'aereo militare del Sismi Argo 16, esploso in volo nel 1973 con tutti i membri del suo equipaggio[37].

## Terroristi latitanti
Il ministro della giustizia Clemente Mastella e il ministro dell'interno Giuliano Amato, rispondendo a interrogazioni parlamentari, hanno divulgato all'inizio 2007 una lista di terroristi latitanti "ricercati in campo internazionale per atti di associazione terroristica, banda armata o associazione sovversiva" in cui risultano "113 soggetti, di cui 59 appartenenti a gruppi terroristici considerati di estrema sinistra, 11 a gruppi considerati di estrema destra e 43 appartenenti a gruppi terroristici internazionali". Negli ultimi anni il mandato di cattura europeo ha reso più facile estradare e processare i terroristi residenti all'estero.